# Griego jónico
El jónico (en griego clásico: Ἰωνικὴ διάλεκτος; en griego moderno: Ιωνική διάλεκτος; en latín: Dialectus Ionica) era un dialecto del griego antiguo que se hablaba en la costa occidental del Asia Menor (región de Jonia), las islas del centro del Egeo (Cícladas) e islas adyacentes, y la isla de Eubea, aunque no en las del mar Jónico.  Junto con el dialecto ático, forma parte del grupo dialectal jónico-ático.
El dialecto jónico al parecer se expandió por Grecia a través del Egeo durante el tiempo de las invasiones dóricas, alrededor del siglo XI a. C. Pues llegó en occidente, en el sur de Italia, de Galia y en el este de Hispania con las colonizaciones de Focea. Era el habla de buena parte de los griegos, que habitaban en Asia Menor, caracterizado por sus múltiples vocales, por su fluidez y por ser ligeramente suavizado.  Se distinguen dos modalidades del jónico: antiguo (épico o heroico) y moderno.

## Historia
La región de Jonia fue la más rica económica y culturalmente durante la época arcaica de la historia de Grecia (siglos VIII a VI a. C.). Procedían de esta región los primeros escritores griegos: señaladamente Homero, los primeros filósofos y escritores en prosa, Hesíodo, los épicos y otros.  Debido a ello, el dialecto jónico se convirtió en el dialecto de mayor prestigio cultural, y por esta razón muchos escritores procedentes de otras regiones lo utilizaron en sus obras.
A partir del siglo V a. C. el liderazgo económico y cultural pasó a Atenas. Cuando más adelante el dialecto ático sustituyó a los demás dialectos del griego clásico, lo hizo adoptando rasgos del dialecto jónico. Esta evolución acabó dando lugar al dialecto koiné, del que derivan las variantes posteriores del griego.
El dialecto jónico fue empleado ampliamente como lengua literaria de la épica griega y fue también la variedad usada por el historiador Heródoto y el médico Hipócrates de Cos (cuya lengua nativa había sido el dórico) entre otros griegos ilustres.  

## Descripción lingüística

### Características
Las principales diferencias entre el dialecto jónico y el ático son:
- En jónico, pasa de [a:] (alfa larga) a [e:] (eta) en todos los contextos: τιμή en lugar de τιμά, en tanto que en el ático no ocurre después de épsilon[ε], iota[ι] ο rho[ρ].

Por ejemplo: en dialecto ático es νεανίας (ne-a-ni-as) en tanto en el jónico es νεηνίης (ne-ei-ni-eis), "persona joven".
- Con frecuencia, la vocal simple ε u o del dialecto ático aparece en el jónico como diptongo (κούρη "jovencita, niña", por κόρη; πείρας "final, límite" por πέρας).
- En muchos casos el jónico cambia el sonido labiovelar del Proto-griego /kw/ en /k/ en lugar de /p/ ante vocales posteriores.

Por ejemplo: lo que en ático es ὅπως (hopos) en jónico es ὄκως (okos), "del mismo modo (que), en la misma forma (que)".
Es necesario mencionar que una divergencia similar ocurre con /kw/ en las ramas céltica e itálica de la familia lingüística Indoeuropea.
- El jónico contrae vocales adyacentes mucho menos frecuentemente que el ático.

Por ejemplo: en jónico, γένεα (gen-e-a), mientras que en ático es γένη (gen-ei), 'familia'.
- La ss jónica aparece luego como tt en ático clásico.

Por ejemplo: en jónico es τέσσαρες (tessares), en tanto en ático es τέτταρες (tettares) 'cuatro'.
- El jónico tiene un orden de palabras analítico, tal vez el más analítico entre los antiguos dialectos griegos. Sin embargo, la morfología del sustantivo y del verbo carece de formas duales.
- En algunas palabras, la aspiración inicial del ático no está en el jónico (la llamada "psilosis").

Por ejemplo: en jónico es ἴκκος /ikkos/, en tanto en ático es ἵππος /hippos/,  "caballo". Seguramente esta aspiración acabó desapareciendo del todo en la evolución del jónico.

### Subvariedades
El jónico propiamente dicho se divide en tres subvariedades:
- Jónico occidental, hablado en Eubea.
- Jónico central, comprende los dialectos de las islas Cícladas como Naxos y Paros.
- Jónico oriental, que comprende los dialectos de Anatolia central (Halicarnaso, Mileto, Esmirna, etc), junto con el de las islas vecinas de Samos y Quíos, las regiones jónicas alrededor del Helesponto, las regiones costeras a lo largo del mar de Tracia.